# Грибники (жуки)
Грибники (лат. Oxyporus) — род жуков-стафилинид, единственный представитель подсемейства Oxyporinae. Встречаются в Евразии, Северной и Южной Америке. Личинки и имаго питаются плодовыми телами грибов. Лоб выглядит обрубленным, так как клипеус не развит. Тазики средних ног широко расставлены.

## Палеонтология
Древнейшие представители подсемейства были найдены в раннемеловых отложениях Китая (†Cretoxyporus и †Protoxyporus).

## Систематика
Включает единственный род Oxyporus или его подрод Pseudoxyporus выделяют в отдельный второй род. Около 100 видов.
Согласно Лоуренсу и Ньютону (Lawrence, Newton, 1995), входит в состав Staphylinine-группы семейства Staphylinidae: Oxyporinae, Megalopsidiinae, Steninae, Euaesthetinae, Solieriinae, Leptotyphlinae, Pseudopsinae, Paederinae, Staphylininae.
Современные виды:
- подсемейство: Oxyporinae

- род: Oxyporus Fabricius, 1775

- подрод: Oxyporus Fabricius, 1775

- вид: Oxyporus basicornis Nakane & Sawada, 1956
- вид: Oxyporus basiventris Jarrige, 1948
- вид: Oxyporus bierigi Campbell, 1969
- вид: Oxyporus germanus Sharp, 1889
- вид: Oxyporus mannerheimii Gyllenhal, 1827
- вид: Oxyporus maxillosus Fabricius, 1792
- вид: Oxyporus niger Sharp, 1889
- вид: Oxyporus parcus Bernhauer, 1929
- вид: Oxyporus rufus (Linnaeus, 1758)
- вид: Oxyporus triangulum Sharp, 1889
- вид: Oxyporus vittatus Gravenhorst, 1802

- подрод: Pseudoxyporus Nakane & Sawada, 1956

- вид: Oxyporus ajjer Jarrige, 1960
- вид: Oxyporus angusticeps (Bernhauer, 1938)
- вид: Oxyporus biguttatus (Sharp, 1889)
- вид: Oxyporus cyanipennis (Kirschenblatt, 1938)
- вид: Oxyporus humeralis Sharp, 1889
- вид: Oxyporus lateralis Gravenhorst, 1802
- вид: Oxyporus longipes (Sharp, 1889)
- вид: Oxyporus masatoi Ito, 1999
- вид: Oxyporus melanocephalus Kirshenblat, 1938
- вид: Oxyporus occipitalis (Fauvel, 1864)
- вид: Oxyporus quinquemaculatus LeConte, 1863
- вид: Oxyporus sakagutii Nakane & Sawada, 1956
- вид: Oxyporus smithi (Bernhauer, 1895)
- вид: Oxyporus yanoi Nakane & Sawada, 1956

Вымершие виды:
- Oxyporus yixianus Solodovnikov & Yue, 2011